# ジョニー・ヒル
ジョニー・ヒル（Jonny Hill、1994年6月8日 - ）は、プレミアシップ、セール・シャークスに所属するラグビー選手。

## プロフィール
- イングランド・シュロップシャーラドロー出身。
- ポジションはロック(LO)。
- 身長 201cm、体重 113kg
- U20イングランド代表に選ばれたことがある[1]。
- イングランド代表キャップは9（2021年5月現在）。
- ブリティッシュ・アンド・アイリッシュ・ライオンズに選ばれたことがある[2]。

## 略歴
グロスターを経て、2015年、エクセター・チーフスに加入。 
2022年、セール・シャークスに加入。